# La mort del senyor Lazarescu
La mort del senyor Lazarescu (títol original: Moartea domnului Lăzărescu) és un film romanès dirigida per Cristi Puiu, estrenada l'any 2005. Ha estat doblada al català.

## Argument
El senyor Lazarescu, 63 anys, viu en un pis amb els seus tres gats. Un dissabte al vespre no es troba bé. Fins a l'arribada de l'ambulància, tracta d'apaivagar el seu mal amb els medicaments que té a mà. Quan no té més pastilles, demana ajuda als seus veïns.
Sandu i Miki, els veïns ininterromputs en la seva activitat domestica, arriben al seu auxili. El que semblava ser un mal de cap, causat per l'abús d'alcohol, resulta ser una infecció més seriosa quan Lazarescu vomita sang.
Finalment, l'assistència mèdica de l'ambulància arriba. Sentint l'alè alcohòlic del pacient, li administra vitamines i glucosa, però després d'una investigació més seriosa, decideix de portar-lo a l'hospital sospitant un tumor al còlon.
A l'hospital, les coses es compliquen.

## Repartiment
- Ioan Fiscuteanu: Lăzărescu Dante Remus
- Luminițha Gheorghiu: Mioara
- Doru Ana: Sandru
- Monica Barladeanu: Mariana
- Dragos Bucur: Misu
- Mirela Cioaba: Marioara
- Dana Dogaru: Miky
- Alexandru Fifea: Virgil
- erban Pavlu: Gelu
- Gabriel Spahiu: Leo
- Bogdan Dumitrache: Metge a l'hospital Sfântul Spiridon

## Al voltant de la pel·lícula
- El rodatge va tenir lloc a Bucarest, a Romania.
- El film va competir en la selecció oficial del Festival de Cannes 2005 sota el títol La Mort de Monsieur Lazarescu.
- La mort del senyor Lazarescu és el primer d'una sèrie de sis llargs metratges que ha de realitzar Cristi Puiu sobre els barris de Bucarest.

## Premis i nominacions

### Premis
- Premi Un certa mirada en el Festival de Cannes 2005.
- Premi especial del jurat en el Festival internacional de cinema de Chicago 2005.

### Nominacions
- Nominació al premi del millor director i millor guió, en els Premis del cinema europeu 2005.
- Nominació al premi a la millor pel·lícula estrangera, en els Film Independent's Spirit Awards 2006.